# Domanice (województwo mazowieckie)
Domanice – wieś w Polsce położona w województwie mazowieckim, w powiecie siedleckim, w gminie Domanice. Ma status sołetwa.
Miejscowość jest siedzibą gminy Domanice, parafii Nawiedzenia Najświętszej Maryi Panny, a także dekanatu Domanice w diecezji siedleckiej.
| SIMC    | Nazwa   | Rodzaj    |
| ------- | ------- | --------- |
| 1055753 | Gajówka | część wsi |

## Historia
Nazwa wsi pochodzi prawdopodobnie od imienia założyciela - Domana(być może zdrobnienia imienia Domasław).
Domanice wymieniane są po raz pierwszy jako wieś królewska lokowana na surowym korzeniu przed 1548, należąca do powiatu łukowskiego. W 1567 Domanice (wraz z innymi dobrami królewskimi) zostały wydzierżawione Jadwidze z Dąbrownicy, córce Jana Firleja (wojewody lubelskiego), jako część dzierżawy wiśniowskiej. W 1599 Zygmunt III Waza nadał wydzieloną tenutę Wiśniów (w skład której wchodziły Domanice) Sebastianowi Sobieskiemu. Po jego śmierci w 1615 dobra wraz z Domanicami przejął syn Tomasz.
W latach 1654–1655 na terenie dóbr wiśniowskich miał miejsce spór pomiędzy wybrańcami z Domanic, poddanymi dzierżawy wiśniowskiej oraz jej dzierżawcą - Janem Milewskim. Dzierżawca mimo nadanych wybrańcom za służbę zwolnień z danin i powinności, próbował siłą zrównać ich z w obowiązkach z innymi chłopami pańszczyźnianymi. Dopuszczał również grabieże przeprowadzane przez innych chłopów na domach wybrańców, aby zmusić ich do zapłacenia podatków. Po złożeniu przez wybrańców skargi do sądu referendarskiego, dzierżawcy Jan Milewski i Jan Żelawski oraz przywódcy grabieży zostali wezwani na rozprawę. Rozprawa odbyła się 10 stycznia 1655 roku, mimo braku stawiennictwa oskarżonych, wydany został wyrok zachowujący przywileje wybrańców oraz nakazujący zwrot zagrabionego dobytku lub zapłatę odszkodowania, zwrot kosztów procesu oraz zadośćuczynienia za poniesione rany. Wyrok sądu nie został wykonany przez dzierżawcę, wybrańcy wnieśli skargę do urzędu grodzkiego łukowskiego. Sąd referendarski podtrzymał wyrok z datą wymagalności na 28 kwietnia 1655. W tym terminie do sądu stawili się tylko chłopi, którzy zobowiązali się zadośćuczynić za grabieże. Jan Milewski trzykrotnie nie stawił się przed sądem, za co został skazany na banicję, co ogłoszono 13 maja 1655 roku.
W 1661 Domanice należały do Wacława Leszczyńskiego starosty welskiego i ostrzeszowskiego, wojewody podlaskiego, w 1765 do księcia Dymitra Hipolita Jabłonowskiego i jego żony Józefy z Mycielskich, a w 1775 zostały przekazane księciu Stanisławowi Jabłonowskiemu.
Po trzecim rozbiorze (1795) Domanice znalazły się w zaborze austriackim, w 1809 weszły w skład Księstwa Warszawskiego. Po Kongresie Wiedeńskim Domanice znalazły się w Królestwie Polskim wchodząc w skład dóbr rządowych.
Dnia 10 kwietnia 1831 roku na terenie wsi odbyła się zwycięska bitwa wojsk polskich pod dowództwem Ludwika Kickiego nad wojskami rosyjskimi dowodzonymi przez generała Vladimira Sieversa. W bitwie swój chrzest bojowy przeszedł późniejszy sławny polski generał Józef Bem, który dowodził 4. baterią lekkokonną w sile 12 armat i 291 żołnierzy.
Po upadku powstania listopadowego, w wyniku projektu rozdawnictwa donacji przeprowadzonego przez namiestnika Iwana Paskiewicza, w 1837 Domanice wraz z innymi dobrami zostały przekazane jenerałowi lejtnantowi Włodzimierzowi Obruczewowi. W rodzinie Obruczewów Domanice pozostawały do 1915.
W związku powstaniem w guberni lubelskiej, a także z ukazem carskim regulującym przepisy administracyjne dotyczące gminy (1859) oraz ukazem z 1864 regulującym ustrój gmin, powstała (w powiecie siedleckim) gmina Domanice obejmująca wsie Czachy, Domanice, Kopcie i Przywory, a w 1882 w wyniku likwidacji gminy Jastrzębie, do gminy Domanice włączone zostały wsie Daćbogi, Łupiny, Mroczki, Pluty, Tworki i Śmiary. 
W okresie powstania styczniowego okoliczne lasy stały się miejscem potyczek oddziałów polskich operujących na tym terenie, były to: oddział strzelców i kosynierów Walentego Lewandowskiego, oddział Rudolfa Różańskiego, oddziały piechoty Junoszy, Czyżewicza i Gozdawy, oddział Aleksandra Nejmana, powstańcy ks. Brzóski. Ludność okolicznych wsi za wspieranie powstania czy samo podejrzenie była poddawana represjom ze strony Rosjan, włączając w to publiczne egzekucje. Miejsca pamięci powstańczej to pomnik pamięci ks. Brzóski w rezerwacie Jata oraz dąb-pomnik za wsią Zażelazna - miejsce stracenia powstańców w 1863.
W 1919 znalazła się w nowo utworzonym województwie lubelskim, w powiecie siedleckim.
W nocy 10-11 sierpnia 1920 we wsi zatrzymał się wycofujący się pod naporem wojsk sowieckich pułk aeronautyczny użyty na froncie jako pułk piechoty. 
Około 1920 roku doszło do parcelacji majątku Domanice, pozostającego do wybuchu I wojny światowej w rękach rodziny Obruczewów. Majątek od rozpoczęcia wojny był dzierżawiony przez Wacława Edwarda Piotrowskiego, który za zasługi w wojnie polsko-bolszewickiej uzyskał prawo jego wykupienia, co uczynił około 1920, a pozostawiając dobie 50 ha, pozostałą część rozparcelował. W wyniku tej parcelacji powstała nowa wieś Domanice-Kolonia. Na majątku Piotrowskich stał drewniany dworek, który spłonął w 1945, pozostała jedynie część parku zwanego "Olszyną".
Podczas wojny obronnej Domanice w dniach 13 i 14 września były świadkiem działań wycofującej się 1 DP Leg., ludność pomagała wojskom polskim dostarczając pożywienie oraz opatrując rannych. Podczas okupacji na terenie Domanic działała placówka ZWZ-AK o kryptonimie "Dom", działały także Tajna Armia Polska, Bataliony Chłopskie oraz Narodowe Siły Zbrojne organizując głównie działania dywersyjne. 25 lipca 1944 do Domanic wkroczyła Armia Radziecka, której oddział stacjonował w miejscowej szkole do końca sierpnia 1944.
W 1973 gmina Domanice została zniesiona, a miejscowość weszła w skład gminy Wiśniew. Od 1981 mieszkańcy okolicznych wsi wszczęli działania mające na celu przywrócenie gminy, w tym m.in. poprzez stawianie postulatów strajkowych, komunikaty w mediach, współpracę z regionalnymi politykami. W wyniku tych działań 22 grudnia 1990 Tadeusz Mazowiecki zatwierdził odtworzenie gminy, która funkcjonuje od 2 kwietnia 1991 obejmując wsie Domanice, Domanice-Kolonia, Śmiary-Kolonia, Pieńki, Podzdrój, Przywory Duże, Przywory Małe, Kopcie, Czachy, Emilianówka, Olszyc Szlachecki, Olszyc Włościański, Olszyc-Folwark i Zażelazna.
W latach 1954–1972 wieś należała i była siedzibą władz gromady Domanice. W latach 1975–1998 miejscowość administracyjnie należała do województwa siedleckiego.

## Galeria zdjęć

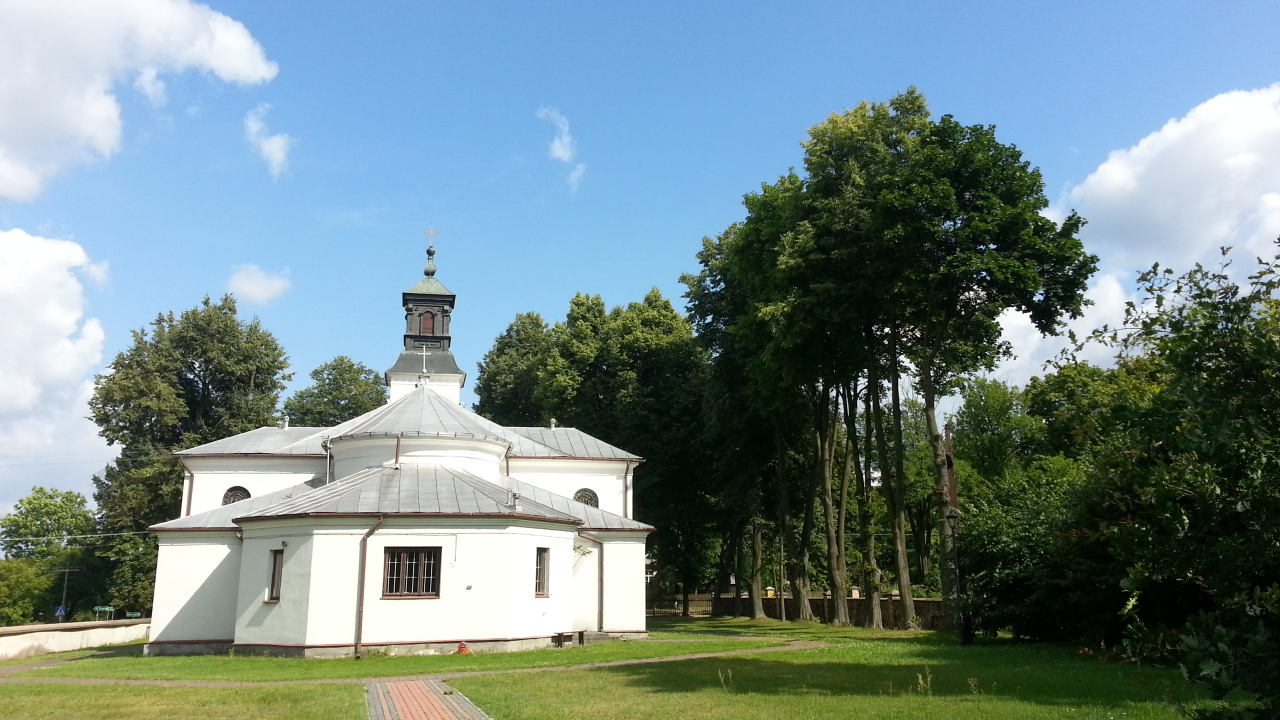
Kościół - widok od strony ogrodu
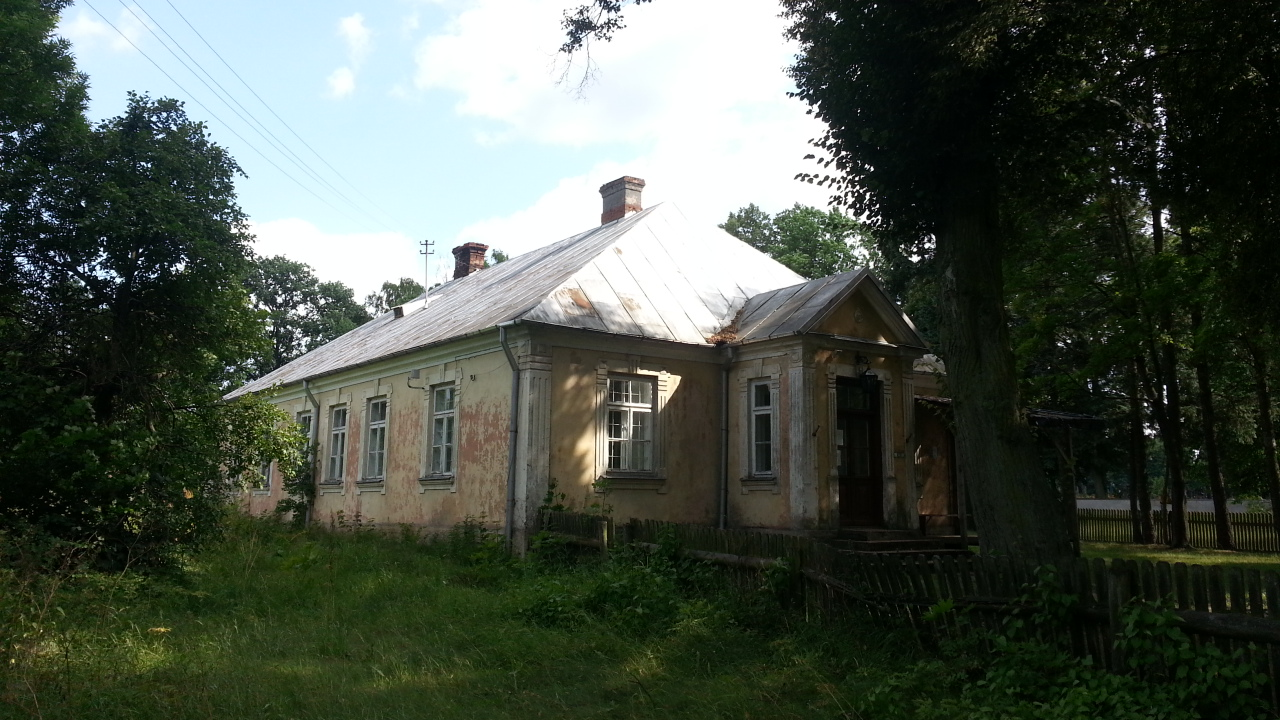
Stara plebania z początku XX wieku
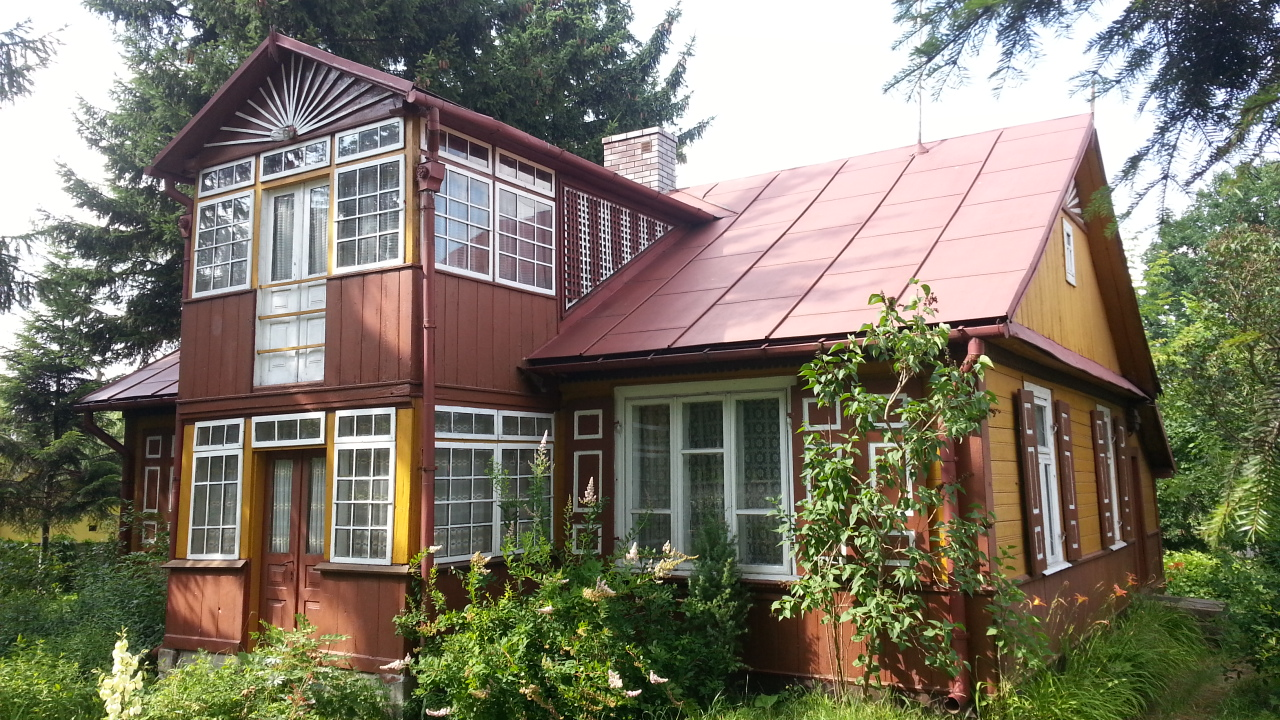
Dom przy Urzędzie Gminy
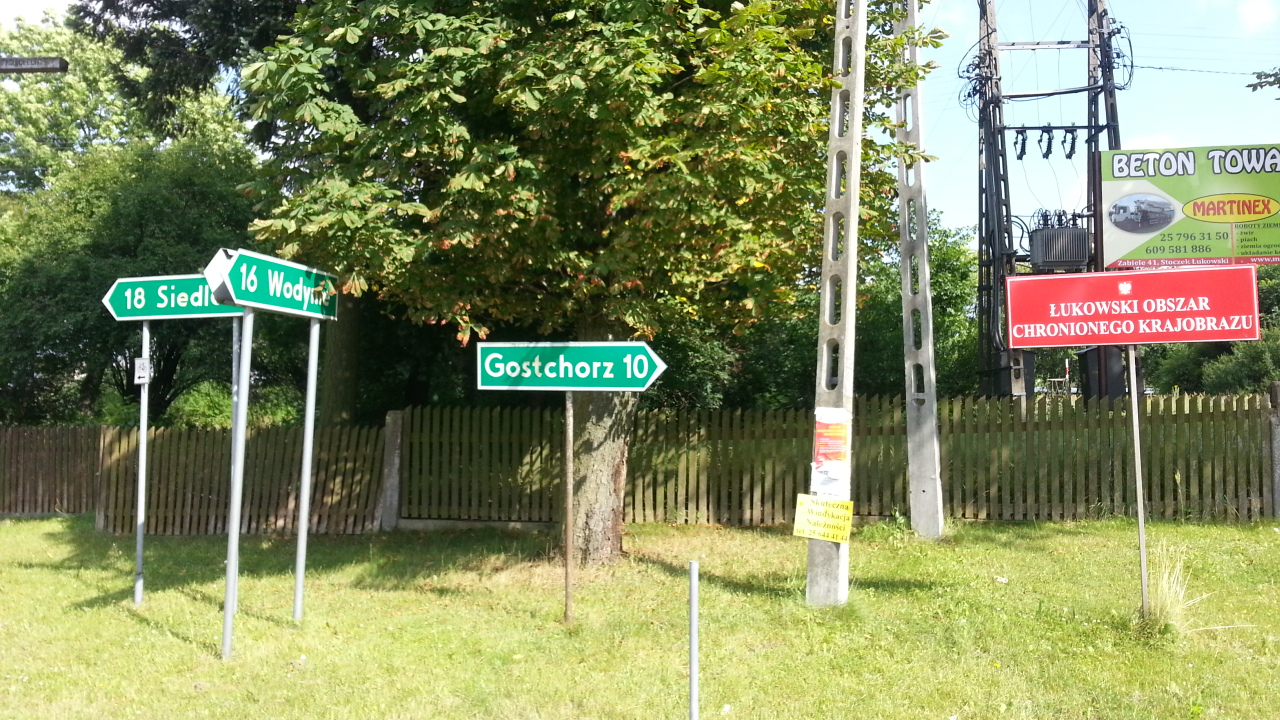
Skrzyżowanie dróg